# Kamil Střihavka
Kamil Střihavka (* 20. ledna 1965 Osek) je český zpěvák.

## Životopis
Vystudoval střední školu elektrotechnickou ve Varnsdorfu v roce 1983. V roce 1986 začal zpívat s power metalovou skupinou Motorband. Později přešel od power metalu k hard rocku. Vystupoval také v triu BSP (Balage, Střihavka, Pavlíček). Účinkoval i v české adaptaci rockové opery Jesus Christ Superstar v pražském divadle Spirála, kde ztvárnil od roku 1994 do roku 1998 ve stovkách repríz Ježíše. Mezi jeho další muzikály patří například Johanka z Arku v pražském divadle Ta Fantastika, či Excalibur. Nazpíval také oficiální hymnu FK Teplice.
V současnosti je frontmanem kapely Kamil Střihavka & Leaders!. Od listopadu 2010 vystupuje v Hudebním divadle Karlín v dalším uvedení rockové opery Jesus Christ Superstar. Je členem RockOpery Praha, kde vystupuje v rockové opeře Oidipus Tyranus (1. díl antického cyklu), první české metalové opeře 7 proti Thébám (2. díl antického cyklu), rockové opeře Romeo & Julie; v roce 2015 vstoupil také do rockové opery Faust.
Na muzikálových scénách je k vidění v inscenacích Kapka medu pro Verunku, Johanka z Arku a Robin Hood.
Napsal také divadelní hru Tolik hlav, pro jejíž uvedení založil Divadelní společnost Kamila Střihavky.
Šíři žánrového záběru Kamila Střihavky dokládá i jeho účast na experimentálním audio projektu Zima, kde ztvárnil jednu z hlavních rolí.

## Diskografie
| Rok  | Album                                                           | seskupení                      |
| ---- | --------------------------------------------------------------- | ------------------------------ |
| 1983 | -                                                               | demo úplně prvního uskupení    |
| 1990 | Made In Germany                                                 | Motorband                      |
| 1992 | Ota Balage for Kamil Střihavka by Assistence of Michal Pavlíček | BSP                            |
| 1994 | Michal Pavlíček for Kamil Střihavka by Assistence of Ota Balage | BSP                            |
| 1995 | No Guitars!                                                     | Kamil Střihavka & Zdeněk Mazač |
| 1998 | No Guitars...?                                                  | Kamil Střihavka & Zdeněk Mazač |
| 2002 | Woo-Doo                                                         | sólo                           |
| 2008 | 365                                                             | sólo                           |
| 2008 | The Best Of BSP (live in Retro Music Hall)                      | BSP                            |
| 2009 | Kamil Střihavka 20 let na scéně                                 | kompilace (souhrn období)      |
| 2011 | Oidipus Tyranus                                                 | RockOpera Praha                |
| 2014 | 7 proti Thébám                                                  | RockOpera Praha                |

## Soukromý život
Kamil Střihavka je ženatý, s manželkou Evou má dcery Evu a Terezu. 